# Лугансктепловоз
„Лугансктепловоз“ АД е локомотивостроителен завод в Луганск (бивш Ворошиловград), Украйна. Влиза в състава на руската група за транспортно машиностроене „Трансмашхолдинг“.
Произвежда дизелови и електрически локомотиви, както и дизелови и електровлакове (наричани също електрички). В най-добрите си времена е произвеждал по 1000 локомотива годишно, с което се е нареждал на 1-во място в Източна Европа. По-рано се е казвал Ворошиловградски завод „Октомврийска революция“ („ВЗОР“).

## Продукция
- релсови транспортни средства (магистрални и маневрени локомотиви)
- минно оборудване (конвейери, вагонетки и пр.)
- плаващи транспортни инженерни машини
- селскостопанско оборудване

## История
Предприятието е основано на 3 май 1896 г. като завод за парни локомотиви. Негов основател е германският промишленик Густав Хартман, собственик на завод в гр. Кемниц (Кралство Саксония). За парните локомотиви от серия ФД и ИС заводът е награден със златен медал на изложение в Париж (1937). Общо са произведени 12 000 парни локомотива.
Започва да произвежда дизелови локомотиви през 1956 г. Всичко са произведени над 44 000 дизелови локомотива, над 4000 бр. с мощност от 1020 до 2941 кВт са изнесени в 11 страни от Европа, Азия, Африка и Латинска Америка, включително в България. Около 95% от дизеловите локомотиви в СССР са произведени от този завод.
Днес основни негови клиенти са „Российские железные дороги“ и „Укрзализныця“.